# Морнарички истражитељи: Њу Орлеанс (4. сезона)
Четврта сезона америчке полицијо-процедуралне драме МЗИС: Нови Орлеанс је емитована од 26. септембра 2017. до 15. маја 2018. године на каналу ЦБС. Сезону је продуцирао Телевизијски студио "ЦБС".

## Опис
Шалита Грант је напустила серију након епизоде "Вискои улози".

## Улоге

### Главне
- Скот Бакула као Двејн Касијус Прајд
- Лукас Блек као Кристофер Ласал
- Ванеса Ферлито као Тами Грегорио
- Роб Керкович као Себастијан Ланд
- Дерил „Чил” Мичел као Патон Плејм
- Шалита Грант као Соња Перси (епизоде 1−19)
- ККХ Паундер као др Лорета Вејд

### Епизодне
- Челси Филд као Рита Деверо (епизоде 10 и 22)

## Епизоде
| Бр. у серији | Бр. у сезони | Наслов                     | Редитељ           | Сценариста                                                                | Премијерно емитовање | Бр. гледалаца (у милионима) |
| --- | ------------ | -------------------------- | ----------------- | ------------------------------------------------------------------------- | -------------------- | --------------------------- |
| 72 | 1            | "Отпаднички народ"         | Џејмс Хејман      | Бред Керн                                                                 | 26. септембар 2017.  | 8.78                        |
| Пошто је Прајд на одсуству након пада градоначелника Хамилтона, заменила га је надзорна агенткиња Пола Бојд код које све мора по ПС-у. У међувремену, екипа МЗИС-а истражује убиство из возила које укључује украдени радиоактивни нуклеарни отпад. Касније откривају да починилац покушава да направи прљаву бомбу.                                 |              |                            |                   |                                                                           |                      |                             |
| 73 | 2            | "Обожавалац број 1"        | Харт Бохнер       | Зек Страус                                                                | 3. октобар 2017.     | 9.23                        |
| Док се Прајд пакује за викенд за пецање оца и ћерке, тајанствена жена појављује се у штабу са подацима о низном убици који циља жене у Мексичком заливу. Ствари добијају драматичан обрт када је жена отела Прајда да би га натерала да је саслуша.                                                                                                  |              |                            |                   |                                                                           |                      |                             |
| 74 | 3            | "Имовина"                  | Тони Вармби       | Кристофер Силбер                                                          | 10. октобар 2017.    | 9.52                        |
| Екипа удружује снаге са директором ФБИ-ја Ајслером када је нестао руски оперативац са обавештајним подацима о агентима спавачима. Тами се уортачила са бившом агенткињом спавачем Евом Азаровом да помогне у истрази. |              |                            |                   |                                                                           |                      |                             |
| 75 | 4            | "Мртвац зове"              | Мајкл Зинберг     | Грета Хајнмен                                                             | 17. октобар 2017.    | 9.54                        |
| Прајд и његов екипа истражују убиство подофицира на месту хладног случаја старог 150 година. Прајд касније мисли да би ово могло бити опонашано убиство. Грегориова открива да има страх од духова када је открила да је случај повезан са сеансом.                                                                                                  |              |                            |                   |                                                                           |                      |                             |
| 76 | 5            | "Вирус"                    | Левар Бартон      | Чед Гомез Криси                                                           | 24. октобар 2017.    | 9.52                        |
| Прајд и његова екипа помажу Себастијану када је стављен на одсуство пошто се лов на мету високе вредности завршио тако што је он пуцао у невиног пролазника. |              |                            |                   |                                                                           |                      |                             |
| 77 | 6            | "Прихватљиви губитак"      | Меир Лу Бели      | Брук Робертс                                                              | 31. октобар 2017.    | 8.86                        |
| Екипа истражује убиство подофицира који је убијен на тајанствен начин. Боре се да пронађу доказе док им починилац прикрива трагове. Ласејлов отац долази у Нови Орлеанс како би разговарао о преузимању свог породичног посла. |              |                            |                   |                                                                           |                      |                             |
| 78 | 7            | "Несрећа"                  | Левар Бартон      | Синопсис: Рон Мекги Сценарио: Рон Мекги и Мајкл Гембала                   | 7. новембар 2017.    | 9.22                        |
| Патон је приморан да доведе себе у непријатну стање радећи са својом бившом женом када су њена клиничка испитивања за повређене бивше борце хаковали стручни хакери. |              |                            |                   |                                                                           |                      |                             |
| 79 | 8            | "Греси очева"              | Џејмс Вајтмор мл. | Пол Гајот                                                                 | 14. новембар 2017.   | 9.67                        |
| Вејдин син Дени зове Прајда у помоћ пошто је нападнут у кући своје девојке, а она је нестала. Директор МЗИС-а налаже да се Прајд састане са терапеутом како би разговарали о његовом поступку решавања случајева. |              |                            |                   |                                                                           |                      |                             |
| 80 | 9            | "Тежак ударац живота"      | Дебора Рајниш     | Талиша Регс                                                               | 21. новембар 2017.   | 7.99                        |
| Прајд претпоставља доказе који указују да су бескућници осумњичени за убиство подофицира. |              |                            |                   |                                                                           |                      |                             |
| 81 | 10           | "Огледалце, огледалце"     | Гери Меклеод      | Бред Керин и Лини Е. Лит                                                  | 12. децембар 2017.   | 8.21                        |
| Прајд се разбеснео када је сазнао да бивши градоначелник Хамилтон покушава да склопи договор како би изашао из затвора. Екипа се трка са временом да пронађе идентитет његовог ортака како би Хамилтон остао у затвору. |              |                            |                   |                                                                           |                      |                             |
| 82 | 11           | "Чудовиште"                | Роб Гринли        | Кристофер Силбер                                                          | 2. јануар 2018.      | 9.10                        |
| Приде је приморан да стави Персијеву на маргину када је случај пљачке у који је укључена потера великом брзином посато смртоносан јер истрага води до њеног бившег ортак из АДВОД-а. |              |                            |                   |                                                                           |                      |                             |
| 83 | 12           | "Криза идентитета"         | Гордон Лонсдејл   | Тејлор Страјц                                                             | 9. јануар 2018.      | 8.70                        |
| Док је Прајд одсутан, Себастијан је преузео вођство екипе и решава се случај у који је укључена стара другарица из разреда која је оптужена за убиство свог пословног ортака. Стручни хакер хаковао је рачунарски састав седишта МЗИС-а. |              |                            |                   |                                                                           |                      |                             |
| 84 | 13           | "Везе које повезују"       | Џејмс Хејман      | Рон Мекги и Кетрин Бити                                                   | 23. јануар 2018.     | 9.30                        |
| Прајд и његова екипа истражују убиство подофицира који је радио у месном ноћном клубу у којем су он и његова мајка свирали недељно. Грегориова сумња да би то могло бити повезано са дрогом. Ласејл добија вест да му је отац преминуо и да га је поставио за извршитеља своје опоруке и друштва.                                                    |              |                            |                   |                                                                           |                      |                             |
| 85 | 14           | "Нова зора"                | Мајкл Зинберг     | Грета Хајнмен                                                             | 6. фебруар 2018.     | 8.38                        |
| Док је Марди Грас у Новому Орлеансу, Прајдова екипа истражује убиство подофицира који је покушавао да помогне сиријској избеглици која је раније лажно оптужена као убица да буде регрутована у терористичку скупину која је претила животу привремене градоначелнице Тејлор. Вејдова помаже Тејлориној коначно успешној кампањи за ванредне изборе. |              |                            |                   |                                                                           |                      |                             |
| 86 | 15           | "Последња миља"            | Стејси К. Блек    | Чед Гомез Криси                                                           | 27. фебруар 2018.    | 8.26                        |
| Агент ФБИ-ја Ајслер је због тајног задатка у вези крађе опијата отишао постранце. Ајслер тражи помоћ од Прајда и његове екипе, иако је то строго против прописа. |              |                            |                   |                                                                           |                      |                             |
| 87 | 16           | "Саосећање"                | Теса Блејк        | Пол Гајот                                                                 | 6. март 2018.        | 8.44                        |
| Прајд и његова екипа истражују нестанак конгресне помоћнице пошто су је из заседе напали мушкарци који су се представљали као агенти. Ласејл доноси тешке одлуке у име свог брата. |              |                            |                   |                                                                           |                      |                             |
| 88 | 17           | "Потрага за благом"        | Тони Вармби       | Брук Робертс                                                              | 13. март 2018.       | 9.25                        |
| Екипа истражује убиство морнаричке капетанке и прати њене стопе заједно са њеним оцем у потрази за изгубљеном 200-годишњом флеур де лисом. |              |                            |                   |                                                                           |                      |                             |
| 89 | 18           | "Добродошли у џунглу"      | Џејмс Вајтмор мл. | Кристофер Силбер и Оскар Баџет                                            | 27. март 2018.       | 8.53                        |
| Прајд, Грегориова и Себастијан путују у Јужну Америку да помогну једном од Прајдових колега чији је задатак војске угрожен. У међувремену, Персијева добија понуду за посао у ФБИ-ју и оклева да каже Прајду. |              |                            |                   |                                                                           |                      |                             |
| 90 | 19           | "Високи улози"             | Левар Бартон      | Рон Мекги                                                                 | 3. април 2018.       | 8.43                        |
| Персијева и Ласејл одлазе на тајни задатак на подземни покер са високим улозима пошто организатор циља на играче који имају приступ лабораторији за истраживање морнарице. Такође, Лорел Прајд посећује свог тату током пролећног распуста како би разговарала о могућностима након предстојеће матуре.Последња појава Соње Перси.                   |              |                            |                   |                                                                           |                      |                             |
| 91 | 20           | "Буре барута"              | Мери Лу Бели      | Талиша Регс                                                               | 17. април 2018.      | 8.46                        |
| Прајд и његови гости у кафани, међу којима је и Сидни Халидеј која је дошла у посету пошто је напустила војску, постали су таоци скупине нестабилних лопова. |              |                            |                   |                                                                           |                      |                             |
| 92 | 21           | "Мозгалице"                | Гордона Лонсдејл  | Грета Хајнмен и Тејлор Страјц                                             | 1. мај 2018.         | 8.13                        |
| Екипа истражује брутално убиство пилота које запањујуће личи на случај коришћен у Грегорииној обуци профилисања. Ускоро Грегориова открива да је њен стари професор заправо низни убица - и да је она следећа мета. |              |                            |                   |                                                                           |                      |                             |
| 93 | 22           | "Атентат на Двејна Прајда" | Едвард Орнелас    | Синопсис: Рон Мекги и Кетрин Бити Сценарио: Чед Гомез Криси и Кетрин Бити | 8. мај 2018.         | 8.11                        |
| Када је објављен оштар чланак у којем се критикује Прајдова употреба прекомерне силе, екипа је забринута због поверљивих досијеа који се користе к, а извори и Рита се враћа да упозори Прајда да је ово део завере да се он и филијала МЗИС-а сруше.                                                                                                |              |                            |                   |                                                                           |                      |                             |
| 91 | 20           | "Шах-мат (1. део)"         | Џејмс Хејман      | Бред Керн                                                                 | 15. мај 2018.        | 9.44                        |
| Док се Прајд суочава са оптужницом за злоупотребу положаја и откривање особе која стоји иза свега, он регрутује незваничну екипу да му помогне да схвати зашто је на мети - и шта је крај игре. |              |                            |                   |                                                                           |                      |                             |
| 95 | 24           | "Шах-мат (2. део)"         | Џејмс Вајтмор мл. | Кристофер Силбер                                                          | 15. мај 2018.        | 9.44                        |
| Екипа МЗИС-а се трка са временом и опасним противником са добрим везама како би спречила терористички напад на Недељи тровековне флоте у Новом Орлеансу. Ласејл долази до потресног открића о послу своје породице. |              |                            |                   |                                                                           |                      |                             |

## Производња

### Развој
Серија је обновљена за четврту сезону 23. марта 2017. са наруџбином од 24 епизоде. Серија је обновљена за пету сезону 18. априла 2018.

### Избор глумаца
Дана 31. јануара 2018. Шалита Грант која игра агенткињу МЗИС-а Соњу Перси напустила је серију после деветнаесте епизоде сезоне.

## Емитовање
Четврта сезона премијерно је приказана 26. септембра 2017.